# Круза, Карлис Индрикович
Карлис Индрикович Кру́за (латыш. Kārlis Krūza; 18 апреля 1884, вол. Яунзварде Туккумского уезда, Курляндской губернии)(ныне Салдусский край Латвии) — 2 июля 1960, Рига) — латышский советский поэт, писатель и переводчик.

## Биография
Сын батрака. С 1902 года жил в Риге. Работал помощником фотографа, потом суфлером в театре, был хорошим декламатором, поэтому часто выступал на литературных вечерах.
Участник революции 1905 года. 13 января принял участие в демонстрации в Риге, написал ряд революционных стихов, которые вышли в сборнике «Песни борьбы» (1905). Присоединиться к декадентам, работал в журнале «Abyss».
После подавления революции 1905 года был одним из писателей, подписавших Декларацию декадентов «Наши художественные мотивы».
За участие в революционных выступлениях в 1906 был арестован и два года провёл в тюрьме. В июле 1908 году был оправдан и вышел на свободу. Работал корректором и сотрудником газеты «Latvija» (1909—1915). Опубликовал ряд статей по литературе и искусству.
В начале Первой мировой войны работал с беженцами в Цесисе и Риге (1915—1917).
С 1917 года учительствовал. Преподавал латышский язык и литературу в нескольких гимназиях Риги (1917—1934).
Умер в 1960 году и похоронен на рижском кладбище Райниса.

## Творчество
Первые стихи под псевдонимом Карлис Весминю опубликовал в 1900 году. («Ожидания», «Я умираю …»). Первый сборник стихов «Придорожные цветы» (1904) не нашёл отклика у читателей. В последующих сборниках поэзии преобладает революционная тематика; стихи более позднего периода страдают субъективизмом. В них преобладают мотивы одиночества, горя, несчастной любви, описания природы. В последующие годы поэтическое мастерство поэта приобрело свою уникальность. Писал сонеты. Стихи Круза становятся простыми, с мелодичным звучанием.
Круза также был прозаиком. Автор книг с автобиографическим уклоном, публиковался в периодических изданиях.

## Избранные произведения
Автор 16 сборников стихов:
- «Цветы у дороги» («Ceļmalas ziedi», 1904),
- «Песни борьбы» («Cīņas dziesmas», 1905),
- «В холодном доме» («Saltā namā», 1906),
- «Золотой мостик» («Zelta laipa», 1909),
- «Дом Сальта» («Saltā namā», 1913),
- «Тонкое блюдо» («Trauslā traukā», 1922),
- «Прозрачные ручьи» («Skaidrie strauti», 1924)
- «Народный суд» («Tautas tiesa», 1924),
- «Круг пламени», «Знаки Земли» («Liesmu lokā», «Zemes zīmes», 1925),
- Роман «Белый Источник» («Baltais avots», 1927) и др.

К. Круза — популяризатор русской поэзии в Латвии. Перевел ряд произведений русских и советских поэтов.

## Награды
- орден Трудового Красного Знамени (03.01.1956)